# Ichneumon pallifrons
Ichneumon pallifrons là một loài tò vò trong họ Ichneumonidae.